# یادداشت‌های خیال‌پردازانه هایائو میازاکی
یادداشت‌های خیال‌پردازانه هایائو میازاکی (به انگلیسی: Hayao Miyazaki's Daydream Data Notes) نام جمعی از مانگای حاشیه نویسی و مقالات مصور هایائو میازاکی است که به‌طور پراکنده در مجله سرگرمی Model Graphix در دهه ۱۹۸۰ و اوایل دهه ۹۰ منتشر می‌کرد. طراح بازی Kazuma Kujo در مقاله ۲۰۱۲ رترو گیمر اظهار داشت که این مجموعه الهام بخش توسعه متال اسلاگ بوده‌است.